# Brett Manning
Brett Manning es un cantante y entrenador de voz estadounidense. Ha entrenado a Taylor Swift, Hayley Williams, Keith Urban, Wes Hampton, Rob Chapman, a ganadores de premios Grammy y de la Country Music Association y a varios artistas de las principales compañías discográficas y de sellos independientes.
También entrenó elencos de musicales del circuito de Broadway como Los miserables, Jekyll & Hyde y Aida de Elton John.
Dirige el estudio vocal «Brett Manning Studios» en el área de Music Row, Nashville, donde enseña junto con los profesores asociados Shelby Rollins, Jeff Mathena y Jason Catron. Es autor de un programa de autoentrenamiento vocal llamado «Singing Success» e imparte seminarios y talleres en todo el mundo. 
Desde 2008 es entrenador y jurado del programa de búsqueda de talentos Can You Duet en Country Music Television.